# Casa de la Festa de Tarragona
La Casa de la Festa de Tarragona és un equipament cultural que permet la conservació dels elements del Seguici Popular de la ciutat de Tarragona i que explica la seqüència ritual de les Festes de Santa Tecla.
La Casa de la Festa consisteix en un edifici on es conserven i exposen els elements patrimonials del Seguici Popular de les Festes de Santa Tecla, declarades tant d'interès turístic estatal com d'interès tradicional nacional, i se n'explica la seqüència ritual així com el coprotagonisme cabdal del fet casteller al llarg de la història. Són uns dels béns immaterials més significatius dels Països Catalans -emmarcats en les representacions de teatre medieval popular de carrer de l'Europa medieval i amb uns orígens que ens fan viatjar fins a l'any 1321-; alhora es caracteritzen per una extraordinària participació ciutadana. La Casa de la Festa, ubicada en un dels pocs exemples supervivents del patrimoni arquitectònic industrial local, és hereva d'una anterior que existia a Tarragona des de mitjans del segle xv. L'actual atrapa en l'espai i en el temps la màgia pròpia de la festa gran de Tarragona –celebrada entre el 15 i el 24 de setembre- per fer-la conèixer als visitants al llarg de tot l'any. Disposa de tres sales expositives que ens submergeixen en la celebració, i una quarta audiovisual, on les noves tecnologies fan reviure les emocions d'aquestes festes emblemàtiques.
Donada l'alta significació patrimonial dels elements del Seguici Popular i dels castells, la societat civil tarragonina ha reivindicat durant anys, concretament des del 1997 en què es va lliurar un manifest conjunt a l'Ajuntament de la ciutat, la Casa de la Festa com a equipament cultural que permetés la conservació dels elements identitaris de la celebració, la seva explicació pedagògica i la seva difusió turística.
Aquest equipament que ha estat pensat gràcies a un llarg procés de participació ciutadana, amb les aportacions de la Comissió del Seguici Popular, de l'Assemblea d'entitats i de la Taula de la Festa -integrada per especialistes d'arreu del país- està ubicat a la Via Augusta, número 4, just a tocar del nucli històric de la ciutat en una finca de prop de 1.400 m².
Va entrar en funcionament durant l'any 2007 com a espai de conservació de la imatgeria festiva, assaigs i residència d'entitats, i el 31 de maig de 2008 com a espai visitable amb un projecte expositiu permanent. D'aquesta manera, les Festes de Santa Tecla de Tarragona s'assimilen pel que fa a equipaments a la de Sant Fèlix a Vilafranca del Penedès, a la dels Blancs i els Blaus de Granollers, a la Festa de la Mare de Déu de la Salut d'Algemesí, a les Festes Sexennals de Morella o a la Festa o Misteri d'Elx, declarada Patrimoni Immaterial de la Humanitat per part de la UNESCO.